# Desa Pasirkareumbi
Desa Pasirkareumbi är en administrativ by i Indonesien.   Den ligger i provinsen Jawa Barat, i den västra delen av landet, 110 km öster om huvudstaden Jakarta.